# Edgar Wind
Edgar Marcel Wind (Berlijn, 14 mei 1900 – Londen, 12 september 1971) was een Duits-Engelse kunsthistoricus en filosoof en de eerste hoogleraar kunstgeschiedenis aan de Universiteit van Oxford. In zijn werken paste hij de brede cultuurhistorische en iconografische benadering van Aby Warburg en Erwin Panofsky toe op de kunst van de Italiaanse renaissance en de 18e eeuw in Engeland. Zijn bekendste werken zijn Pagan mysteries in the renaissance (1958) en Art and anarchy (1960).

## Biografie

### Jeugd
Edgar Wind werd geboren als de zoon van een joodse handelaar in optische instrumenten van Russisch-Argentijnse komaf. Al op jonge leeftijd leerde hij van zijn gouvernantes Frans en Engels en op een humanistisches Gymnasium dat hij vanaf 1906 bezocht, kwamen daar nog de klassieke talen bij. In eerste instantie was hij alleen geïnteresseerd in moderne kunst – in het bijzonder de impressionisten en de Berliner Secession – maar tijdens een bezoek aan Schwerin zag hij Carel Fabritius' Schildwacht (1654), waardoor hij zich sterk ging interesseren voor oude kunst.

### Studiejaren en filosofiedocent (1918-1927)

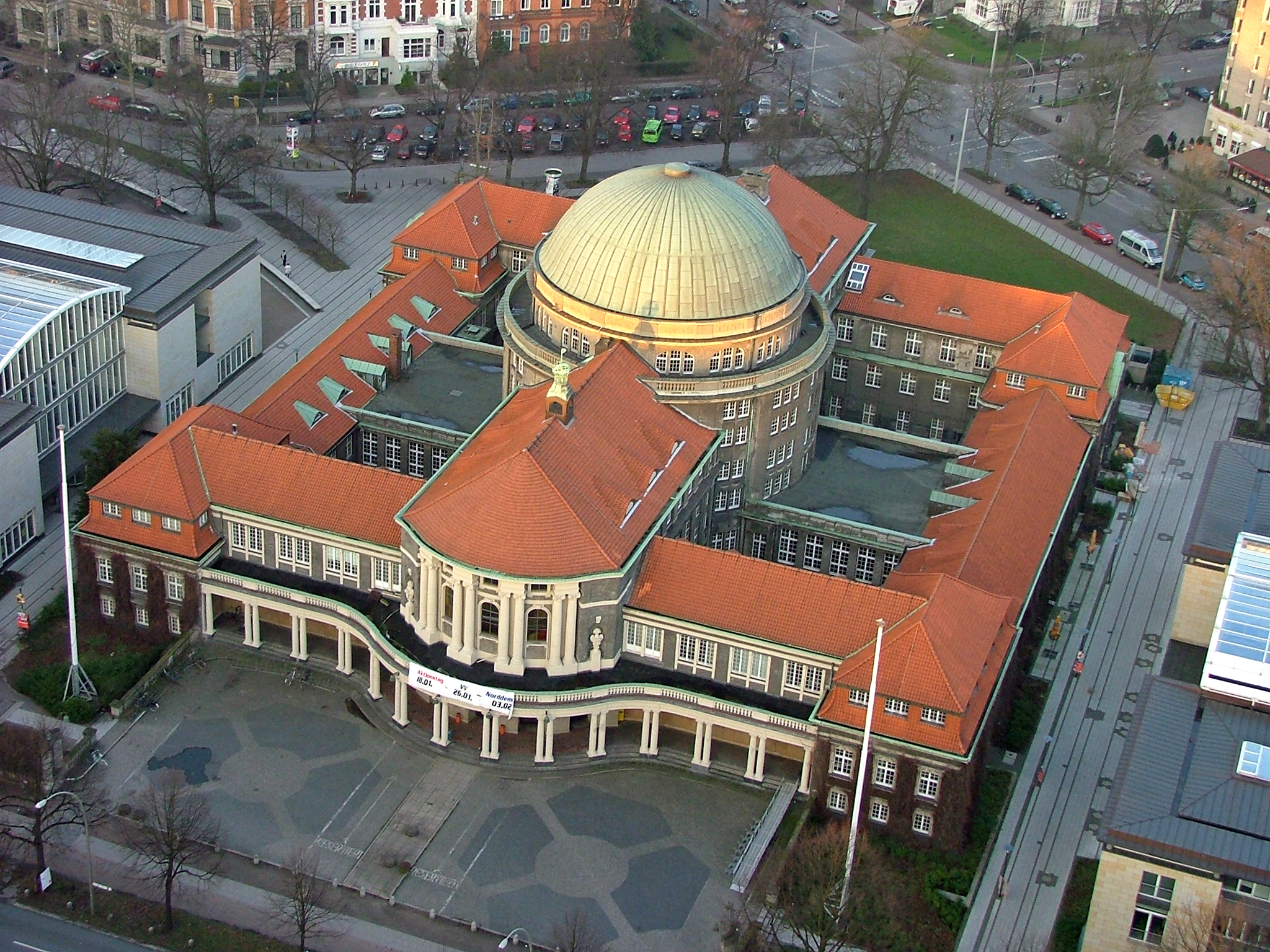
Het hoofdgebouw van de Universiteit van Hamburg.

Het plotselinge overlijden van Winds vader in 1914 voorkwam dat hij, zoals zijn vader had gewild, aan een Engelse universiteit ging studeren en in 1918 ging Wind voor drie semesters kunstgeschiedenis studeren bij Adolf Goldschmidt aan de Universiteit van Berlijn. Vervolgens studeerde hij zowel kunstgeschiedenis als filosofie aan de universiteiten van Freiburg en Wenen bij onder andere Ernst Cassirer, Edmund Husserl, Julius von Schlosser en Max Dvořák. Ten slotte besloot Wind, die naar eigen zeggen 'genoeg had van de regerende soevereinen' om aan de pas opgerichte Universiteit van Hamburg te gaan studeren bij Erwin Panofsky, die op het punt stond daar privaatdocent te worden. Via een regeling wist Wind het voor elkaar te krijgen dat de nog niet gehabiliteerde Panofsky samen met Ernst Cassirer Winds proefschrift mocht begeleiden. In juli 1922 verdedigde Wind Aesthetischer und kunstwissenschaftlicher Gegenstand: ein Beitrag zur Methodologie der Kunstgechichte. Hierin probeerde hij een concrete studie van de kunstgeschiedenis te onderscheiden van de esthetiek. Aangezien een kunstwerk met een reden is gemaakt, zal deze reden begrepen moeten worden om een volledige waardering van het werk mogelijk te maken.
Van 1922 tot 1924 werkte hij in Berlijn aan zijn Habilitationsschrift waarna hij voor enkele jaren naar de Verenigde Staten vertrok. In eerste instantie doceerde hij Frans en wiskunde aan highschools in New York, maar in 1925 werd hij voor twee jaar filosofiedocent aan de Universiteit van North Carolina. In de Verenigde Staten raakte Wind bijzonder geïnteresseerd in de pragmatische filosofie van denkers als Charles Sanders Peirce.

### Hamburgse jaren (1927-1933)
In 1927 keerde hij terug naar Hamburg en voltooide daar in 1929 onder Cassirer zijn Habilitationsschrift Das Experiment und die Metaphysik: Zur auflösung der kosmologischen Antinomien. Hierin betoogde Wind dat de experimentele methode in staat is om zelfs onoplosbare Kantiaanse antinomieën op te lossen. Hij was van mening dat ‘symbolen alleen echt zijn tot zoverre zij belichaamd kunnen worden in een cruciaal experiment waarvan de uitkomst direct waarneembaar is’. Deze opvatting leidde tot een breuk met Cassirer en toen het boek in 1934 verscheen, viel het volgens Wind ‘doodgeboren van de pers’ in het neokantiaanse Hamburg. Tussen 1930 en 1933 doceerde Wind als privaatdocent in filosofie en kunstgeschiedenis aan de Universiteit van Hamburg. Tot zijn studenten behoorde de latere Utrechtse hoogleraar William Heckscher.

### Aby Warburg

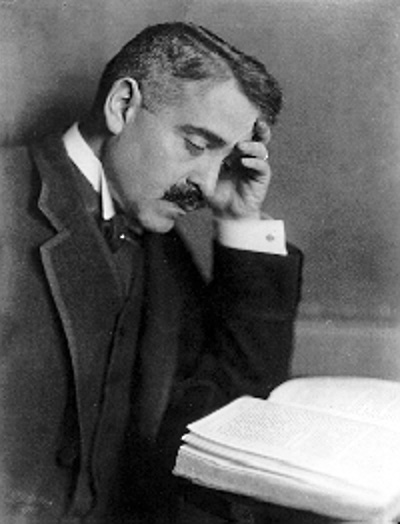
Aby Warburg rond 1900.

Na zijn terugkomst uit de Verenigde Staten, in 1927, had Wind in Hamburg Aby Warburg ontmoet en er ontstond direct een vriendschap tussen de twee geleerden. Warburg had een cultuurhistorische visie op de kunstgeschiedenis ontwikkeld – deels geïnspireerd op het werk van Jacob Burckhardt – waarmee hij zich afzette tegen enerzijds het kennerschap van Bernard Berenson en anderzijds het formalisme van Alois Riegl en Heinrich Wölfflin. Door zich te richten op de context van de samenleving waarin een kunstwerk gemaakt is, probeerde Warburg de dieperliggende symbolische betekenis van kunstwerken te ontdekken. Op dat punt sloot hij aan bij Erwin Panofsky en het is dan ook niet vreemd dat Wind, Panofsky’s eerste student, zich tot Warburgs ideeën aangetrokken voelde. Slechts enkele maanden na hun ontmoeting werd Wind een assistent in de bibliotheek die Warburg had opgericht om daar het nachleben van de Oudheid te bestuderen. Daar bewerkte hij voor een belangrijk deel de bijdragen aan de grote bibliografie van Das Nachleben der Antike en schreef daarnaast veertig recensies en een uitgebreide inleiding. Uiteindelijk zouden slechts twee delen van de bibliografie gereed komen.

### Warburg Institute (1933-1939)
In juli 1933 werd de Joodse Wind door de nieuwe nationaalsocialistische regering ontslagen bij de universiteit en hij vertrok naar Londen om daar te onderhandelen over de verhuizing van Warburgs bibliotheek. Nog in december van datzelfde jaar verhuisde de complete bibliotheek, inclusief meubilair, naar Londen en werd daar het Warburg Institute. Samen met Rudolf Wittkower richtte Wind het Journal of the Warburg Institute op en in de eerste vier nummers publiceerde hij zeven lange en achttien korte artikelen. In eerste instantie over Engelse kunst van de achttiende eeuw – waar hij al in Hamburg over had gedoceerd – maar later ook over de Italiaanse renaissance. In de periode 1935-1936 werkte Wind aan een boek over het beeldprogramma van Michelangelo in de Sixtijnse Kapel. In dit onvoltooide boek, het laatste dat hij in het Duits schreef, wilde Wind het plafond van de Sixtijnse kapel interpreteren als een groots programma waarin alle afzonderlijke delen met elkaar in relatie staan volgens een uitgereid theologisch idee. Tijdens verschillende bezoeken aan Italië deed Wind zijn onderzoek naar Michelangelo en begon aan een uitgebreide studie van renaissancetheologie. Wind geloofde dat het boek bijna klaar was toen hij van University College London – waar hij sinds 1934 als filosofiedocent doceerde – een periode verlof kreeg om in Annapolis in de Verenigde Staten te doceren, waar Winds vriend Scott Buchanan decaan was. Eind augustus 1939 arriveerde hij in New York voor wat een periode van vijf maanden had moeten zijn.

### Annapolis en Chicago (1939-1944)
In Annapolis gaf Wind lezingen aan verschillende Amerikaanse universiteiten over iconografie uit de renaissance. Na de val van Frankrijk in juni 1940 werd hij door de directie van het Warburg Institute gevraagd om in de Verenigde Staten te blijven en te onderhandelen over een eventuele verhuizing van het Institute daarnaartoe. Hoewel er een aanbod kwam van de National Gallery in Washington en de Library of Congress, werd dit afgeslagen en bleef het Institute in Londen. In 1942 werd Wind door de Columbia-universiteit gevraagd om daar aan het filosofiefaculteit te komen doceren. Wind sloeg het aanbod af maar accepteerde datzelfde jaar wel een hoogleraarschap aan de Universiteit van Chicago bij de faculteit kunstgeschiedenis. Daar kreeg hij te maken met de controversiële hervormingen van decaan Robert Hutchins, die vond dat intellectuele vorming alleen moest plaatsvinden op basis van ‘Great Books’. Wind nam deel aan Hutchins’ pogingen om interfacultaire studie te promoten, maar zijn eigen interdisciplinaire onderzoek leverde hem vijanden op.

### Hoogleraar aan Smith College (1944-1955)

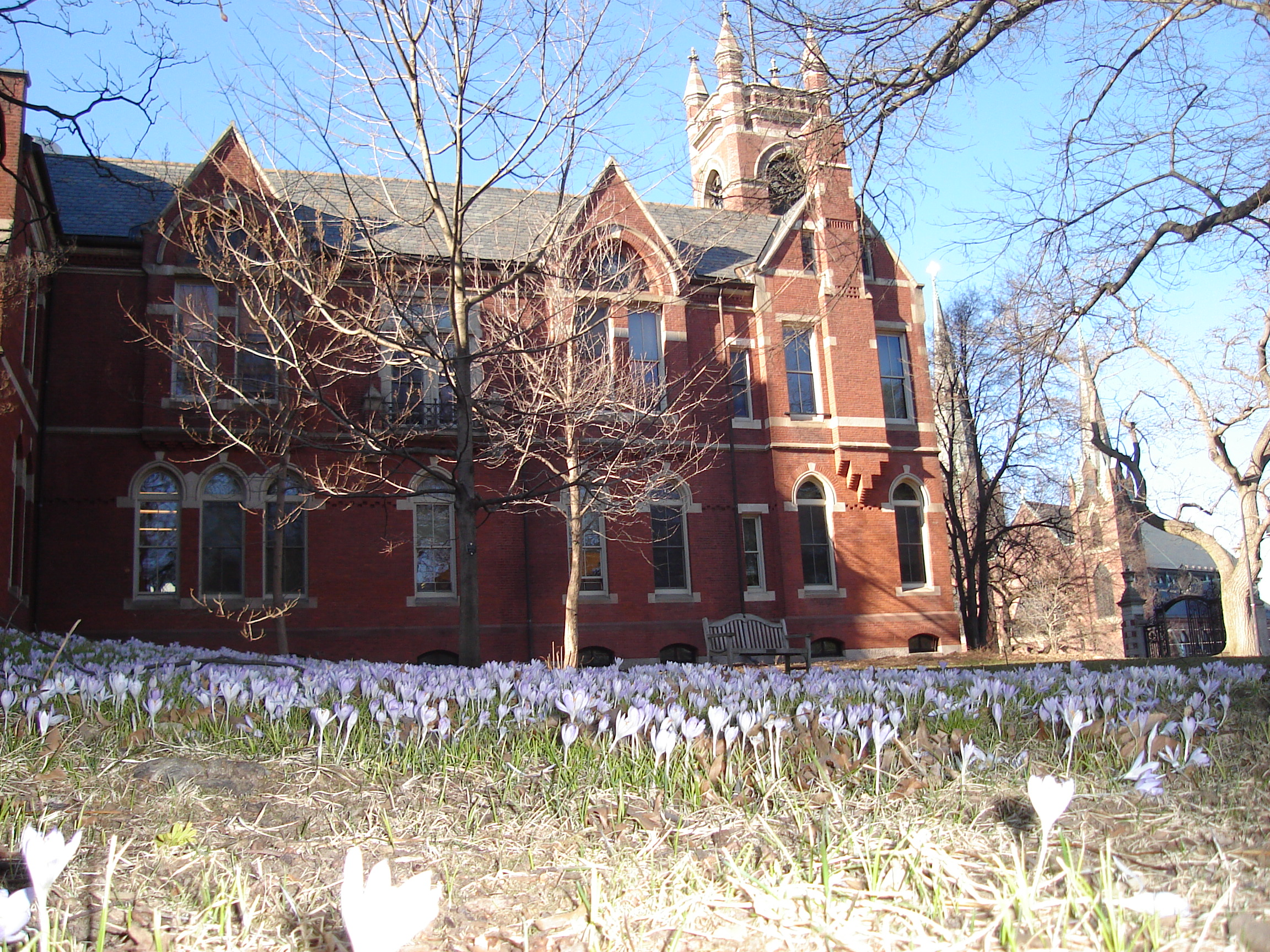
Smith College in Northampton (Massachusetts)

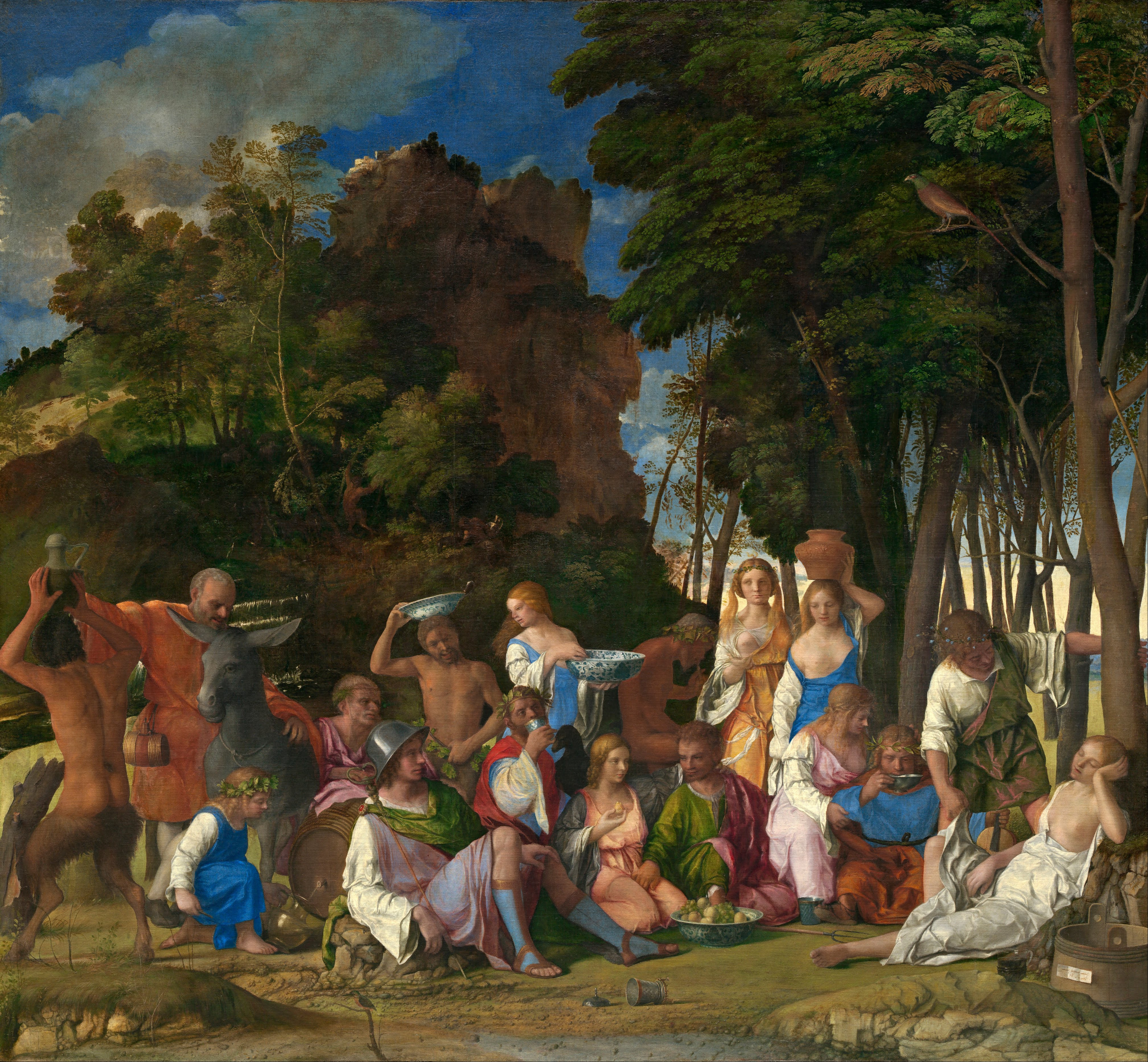
Giovanni Bellini. Het feest der goden. 1514. National Gallery of Art, Washington D.C.

Gezien het klimaat aan de Universiteit van Chicago, was Wind er niet rouwig om toen hij in 1944 vertrok naar het particuliere vrouwencollege Smith College in Northampton. Wind was van plan om spoedig terug te keren naar het Warburg Institute maar een discussie over de toekomst van het Institute met directeur Fritz Saxl leidde tot een definitieve breuk. Zodoende bleef Wind, die in 1948 Amerikaans staatsburger werd, tot 1955 bij Smith College als hoogleraar kunst en filosofie.
Wind bleef lezingen geven door het hele land over kunst uit allerlei perioden. Zo gaf hij in 1942 lezingen over Engelse kunst uit de zestiende eeuw waarop hij door het Museum of Modern Art in New York werd uitgenodigd om zijn methoden ook toe te passen op moderne kunst. In 1944 gaf hij voor de National Gallery of Art een lezing over Bellini’s Feest der goden (1514) dat hij uitwerkte tot een boek dat in 1948 werd gepubliceerd. In 1949 gaf hij voor het eerst een lezing over ‘heidense mysteriën in de renaissance’ en het jaar daarop bracht hij voor een groot deel in Rome door met een Guggenheim Fellowship. Daar werkte Wind aan een nieuw boek over Michelangelo (The religious symbolism of Michelangelo), dat evenals zijn eerste boek nooit voltooid is. Wel publiceerde hij in de periode 1948-1952 een aantal artikelen over de Sixtijnse kapel die gebaseerd waren op onderzoek voor dat boek. Wind betoogde dat Michelangelo het plafond samen met een geleerde adviseur moet hebben bedacht, gezien de uitgebreide verwijzingen naar vele Latijnse en Hebreeuwse bronnen die Wind in het plafond ontdekte. Daarnaast maakte hij ook een voorzichtig begin met een wederom nooit voltooid boek over Rafaëls School van Athene.

### Hoogleraar aan Oxford (1955-1967)

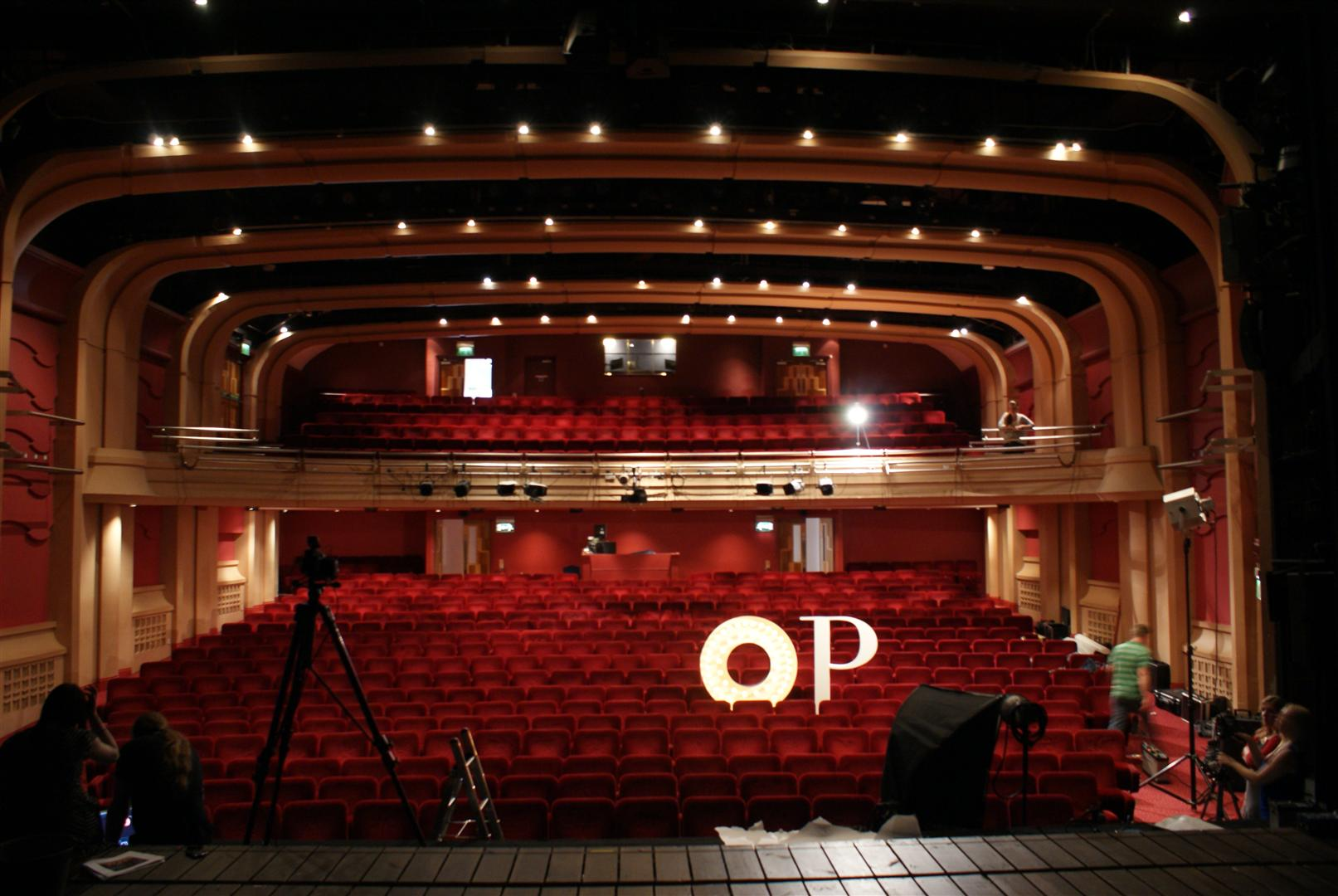
Het auditorium van het Oxford Playhouse, de locatie waar veel van Winds colleges werden gehouden.

In 1955 kreeg de Universiteit van Oxford voor het eerst een leerstoel kunstgeschiedenis en Wind werd benoemd tot hoogleraar. Aan Oxford moest hij deze hele nieuwe discipline vorm geven en ondertussen een duidelijke relatie met de reeds gevestigde disciplines en het Ashmolean Museum vormen. Hij begon aan de vorming van een bibliotheek voor kunstgeschiedenis, los van de interesses van het Ashmolean Museum. In 1957 hield Wind zijn inaugurele rede met als titel The fallacy of pure art. Hierin verkondigde hij dat kunsthistorici esthetisch relevante observaties moeten doen zonder dat dit esthetische observaties worden. Wind benadrukte verder het belang van kunstgeschiedenis als een interdisciplinair vakgebied.
In de twaalf jaar die Wind aan Oxford doorbracht, sprak hij over onderwerpen variërend van renaissance kunst tot ‘het erfgoed van Manet’ en soms ook in samenwerking met collega’s van andere vakgebieden. Winds lezingen waren razend populair op Oxford en soms stonden er zelfs lange rijen van mensen die plaats wilden bemachtigen voor een lezing. In eerste instantie hield hij zijn lezingen in het Ashmolean Museum, maar nadat een lezing over Leonardo da Vinci in 1957 herhaald had moeten worden, verhuisde hij naar de Taylor Institution voor een serie over moderne kunstenaars en daarna werden zijn lezingen altijd in het Oxford Playhouse gehouden. Wind was een imposant persoon die zich altijd formeel kleedde en elegant Engels met een Duits accent sprak. Hij hield zijn lezingen altijd zonder aantekeningen en zonder tekst uit zijn hoofd te hebben geleerd. In tegenstelling tot wat in de kunstgeschiedenis gebruikelijk was, gaf hij er de voorkeur aan om slechts één dia tegelijkertijd te laten zien en werkte hij veelal nauw samen met de fotografen om te zorgen dat de gemaakte foto’s van de allerbeste kwaliteit waren. Van kleurenfoto’s en –dia’s moest hij niets hebben. In 1967 ging Wind, die al sinds 1965 aan leukemie leed met emeritaat. Op 12 september 1971 overleed Wind in Londen. Hij werd in Oxford gecremeerd.

## Werk en methode

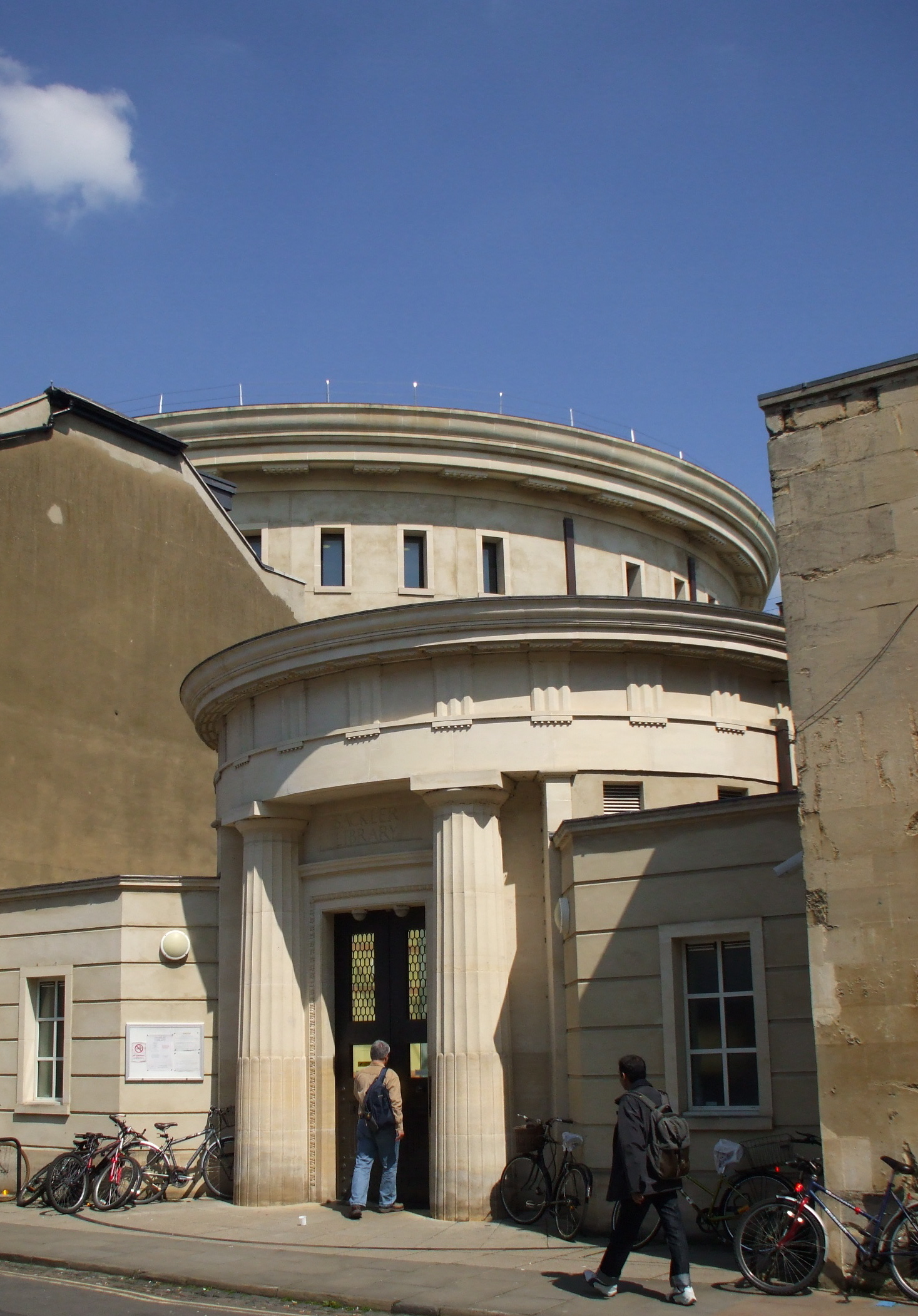
Winds bibliotheek en nagelaten papieren bevinden zich in de Art, Archaeology and Ancient World Library.

Hoewel Wind maar weinig boeken heeft geschreven, heeft hij gedurende zijn leven veel artikelen gepubliceerd. Desondanks bleef er na zijn dood een grote hoeveelheid ongepubliceerd materiaal achter, waarvan veel vrijwel voltooid was. Onder auspiciën van Winds weduwe Margaret zijn er in 1983, 1986 en 2000 bundelingen verschenen van nagelaten werk. Daarbij sluit veel hiervan goed op elkaar aan; een teken dat Wind zijn leven lang dezelfde opvattingen heeft gehad. De basis hiervan gaat terug op zijn tijd bij Warburg. Daarbij is het verzamelen en interpreteren van teksten uit de tijd van het kunstwerk een kernbezigheid, maar is het zeker niet zo dat tekst en beeld een één op één relatie vormen. Wind was dan ook goed in staat om op basis grote hoeveelheden ingewikkelde teksten een helder en vlot betoog te schrijven. Zijn populariteit als spreker kwam daar ook uit voort en hij kon evengoed voor een geleerd als voor een algemeen publiek spreken.

### Art and anarchy(1960)
Dit laatste was het geval in 1960. Dat jaar hield Wind op de radio de jaarlijkse Reith Lecture van de BBC onder de titel Art and anarchy. Hoewel er binnen de omroep gevreesd werd voor al te geleerde en controversiële lezingen, waren de uitzendingen een groot succes. In vijf afleveringen sprak Wind over verschillende onderwerpen als Hegel, Giovanni Morelli, de impressionisten, de Italiaanse renaissance en massaproductie. Daarbij nam Wind – die zich in zijn werk vooral op de Italiaans renaissance had gericht – het ook specifiek op voor de eigentijdse kunst: ‘Als de moderne kunst soms schreeuwend is, is dat niet de schuld van de kunstenaar alleen. Wij hebben allen de neiging onze stem te verheffen als we praten tegen mensen die doof beginnen te worden.’ Toen de teksten in 1963 werden gepubliceerd in boekvorm was het resultaat 102 pagina’s tekst en 80 pagina’s noten.

### Pagan mysteries in the renaissance(1958)
In de vierde van zijn lezingen sprak Wind over ‘De vrees voor kennis’, een belangrijk onderdeel van zijn eigen opvattingen over kennis: ‘Wij kennen […] de vrees dat kennis de verbeeldingskracht kan schaden, dat het verstand de vrije ontplooiing van artistieke talenten, zowel bij de kunstenaar als bij de beschouwer zou kunnen belemmeren. Deze vrees is van behoorlijk recente datum’. In veel van zijn werken gaat Wind diep in op de kunstenaar als een geleerd persoon waarvan de werken veel meer inhoud hebben dan er te zien is. Dit is ook het geval in zijn enige grote studie in boekvorm: Pagan mysteries in the renaissance (1958). Zowel de titel als het onderwerp van dit boek tonen aan dat Wind nog altijd was beïnvloed door Warburgs idee over ‘das Nachleben der Antike’, wat volgens Wind in 1934 betekende dat bepaalde symbolen uit de Oudheid steeds weer welbewust worden hergebruikt voor nieuwe doeleinden.
In Pagan mysteries betoogde Wind dat er aan het einde van de vijftiende eeuw in Italië een uitgebreide versmelting plaatsvond tussen christelijke theologie, heidense symboliek en neoplatoonse filosofie die zich uitte in de kunst van die periode. Daarbij verwijst de titel van het boek letterlijk naar de Griekse betekenis van mysterie: een geheimzinnig iets waartoe een inwijding nodig is om kennis erover te verkrijgen. Ook het boek vereist een zekere inwijding vanwege de vele onvertaalde citaten uit het Italiaans en Latijn. Desondanks is het zeer leesbaar geschreven en geeft Wind goede en uitgebreide beschrijvingen van de kunstwerken. Pagan mysteries getuigt ook van het grote aantal bronnen dat Wind sinds de jaren veertig had gelezen. Iets dat voor hem een levenstaak is geweest.

### Wind en Ernst Gombrich
Kort voor zijn dood schreef Wind uit plichtsgevoel een recensie voor The Times Literary Supplement van een biografie van Warburg geschreven door Ernst Gombrich. Wind schreef een uiterst negatieve recensie van het boek dat bedoeld was als een combinatie van nagelaten geschriften, een biografie en een analyse van Warburg als wetenschapper. Volgens Wind was Gombrich op een slordige manier omgegaan met Warburgs papieren en was de uiteindelijke presentatie een mengsel van verschillende typen papieren en uit hun context gehaalde fragmenten. Het beeld van Warburg als persoon en wetenschapper bekritiseerde Wind, die Warburg in tegenstelling tot Gombrich uitgebreid gekend had, nog sterker. In het in de biografie gebrachte beeld van Warburg als een warhoofd dat voortdurend vocht tegen zijn eigen demonen, herkende Wind niets. Ook de typering van Warburg als eenling bekritiseerde Wind, die juist de contacten tussen Warburg en andere geleerden benadrukte.
Nu waren Wind en Gombrich methodisch gezien bijna elkaars tegenpolen. De iconologische op teksten gebaseerde methode van Wind, Panofsky en Warburg stond lijnrecht tegenover het primaat van het beeld bij Gombrich. Terwijl Wind weken doorbracht met het lezen van oude handschriften, schreef Gombrich in zijn bundel Symbolic images (1972) - een duidelijk pleidooi tegen de iconologische methode - dat bij het lezen van bronnen 'wijsheid ligt in weten wanneer te stoppen'. Wind was dan ook veel meer een erfgenaam van het gedachtegoed van Warburg dan Gombrich, terwijl hij al bijna dertig jaar met het instituut had gebroken en Gombrich sinds 1964 directeur daarvan was. Het was dan ook vanuit die laatste functie dat Gombrich, naar eigen zeggen 'onwillig', het schrijven van de biografie op zich had genomen.
Winds recensie sloeg echter in als een bom en veel wetenschappers die Warburg hadden gekend, onderschreven zijn recensie. Gombrich reageerde niet. Winds recensie was naar gebruik van het Literary Supplement anoniem verschenen. Pas in 1983 werd de tekst officieel aan hem gekoppeld door de publicatie ervan in een bundel van zijn artikelen. Gombrich reageerde met een brief in de London Review of Books waarin hij schreef dat Wind zijn boek 'door het slijk' had gehaald.